# چاه گاهی (مسکوتان)
چاه گاهی، روستایی در دهستان مسکوتان بخش مرکزی شهرستان فنوج در استان سیستان و بلوچستان ایران است.

## جمعیت
بر پایه سرشماری عمومی نفوس و مسکن در سال ۱۳۹۵، جمعیت این روستا برابر با ۱۱۲ نفر (۳۱ خانوار) بوده‌است.